# Save On Foods Memorial Centre
Save On Foods Memorial Centre é uma arena localizado em Victoria, Canadá.